# Szelejewo (gromada w powiecie gostyńskim)
Szelejewo – dawna gromada, czyli najmniejsza jednostka podziału terytorialnego Polskiej Rzeczypospolitej Ludowej w latach 1954–1972.
Gromady, z gromadzkimi radami narodowymi (GRN) jako organami władzy najniższego stopnia na wsi, funkcjonowały od reformy reorganizującej administrację wiejską przeprowadzonej jesienią 1954 do momentu ich zniesienia z dniem 1 stycznia 1973, tym samym wypierając organizację gminną w latach 1954–1972.
Gromadę Szelejewo z siedzibą GRN w Szelejewie (obecnie są to dwie wsie – Szelejewo Pierwsze i Szelejewo Drugie) utworzono – jako jedną z 8759 gromad na obszarze Polski – w powiecie gostyńskim w woj. poznańskim, na mocy uchwały nr 20/54 WRN w Poznaniu z dnia 5 października 1954. W skład jednostki weszły obszary dotychczasowych gromad Lipie, Szelejewo I i Szelejewo II oraz miejscowość Lipie z dotychczasowej gromady Strzelce Wielkie ze zniesionej gminy Piaski, a także obszar dotychczasowej gromady Zalesie ze zniesionej gminy Borek – w tymże powiecie. Dla gromady ustalono 21 członków gromadzkiej rady narodowej.
4 lipca 1968 gromadę zniesiono, a jej obszar włączono do gromad: Piaski (miejscowości Szelejewo I, Szelejewo II i Lipie) i Borek Wielkopolski (miejscowość Zalesie) w tymże powiecie.